# Норберт Трілофф
Норберт Трілофф (нім. Norbert Trieloff, 24 серпня 1957, Росток) — східнонімецький футболіст, що грав на позиції півзахисника. Відомий за виступами в берлінських клубах «Уніон» та «Динамо», а також у складі національної збірної НДР. У складі збірної — срібний призер Олімпійських ігор 1980 року. Дев'ятиразовий чемпіон НДР.

## Клубна кар'єра
Норберт Трілофф народився в Ростоку, та розпочав займатися у футбольній школі берлінського «Динамо» у 1972 ройці. З 1974 року розпочав виступати в основному складі берлінської команди. У складі команди швидко став одним із футболістів основи, та 9 років підряд з 1979 до 1987 року ставав у її складі чемпіоном НДР. З 1987 до 1989 року грав у складі іншої берлінської команди «Уніон», після чого завершив виступи на футбольних полях.

## Виступи за збірну
У 1980 році Норберт Трілофф дебютував у складі національної збірної НДР. У цьому ж році він у складі олімпійської збірної НДР брав участь в Олімпійських іграх у Москві. У складі олімпійської збірної грав у всіх матчах, та став у складі збірної срібним призером Олімпіади. У складі національної збірної грав до 1984 року, зіграв у складі збірної 18 матчів, у яких забитими м'ячами не відзначився.

## Після завершення виступів на футбольних полях
Після завершення виступів на футбольних полях Норберт Трілофф працював фізіотерапевтом, після об'єднання Німеччини перебрався до міста Гамм у землі Північний Рейн-Вестфалія, де займається бізнесом.

## Титули та досягнення
- Срібний олімпійський призер: 1980
- Чемпіон НДР (9):

«Динамо» (Берлін): 1979, 1980, 1981, 1982, 1983, 1984, 1985, 1986, 1987